# Oreobolus distichus
Oreobolus distichus är en halvgräsart som beskrevs av Ferdinand von Mueller. Oreobolus distichus ingår i släktet Oreobolus och familjen halvgräs. Inga underarter finns listade i Catalogue of Life.